# 海格什滕-利利耶霍尔门
海格什滕-利利耶霍尔门（瑞典語：Hägersten-Liljeholmen）是瑞典首都斯德哥爾摩的一個旧區，位於斯德哥爾摩南部。2014年，海格什滕-利利耶霍尔门有人口83,283人。2020年，海格什滕-利利耶霍尔门与艾尔夫舍合并为新区海格什滕-艾尔夫舍。